# 服部 (品部)
服部（はとりべ）は、大化の改新以前に機織の技術をもって朝廷に仕えた品部。「機織部」（はたおりべ）が転訛したもの。のちに「部」（べ）の音がとれ、「促音」が入って、「はっとり」とも発音されるようになる。

## 概要
「服織」（はとり）とは、「機織（はたおり）」の約言で、機（はた）を織ること、および、それを生業とする人を指す。服部首のような地方の伴造に統率され、「服部」全体を中央の「服部連氏」が伴造氏族として管掌し、朝廷に織物を納めた。『新撰姓氏録』では、摂津国の「服部連」は允恭天皇の時代に織部司に任じられ、諸国の織部を総領した、となっている。

『和名類聚抄』によると、「服部」の住む「服部郷」は西海道（九州）を除いて日本全土に広く散在している。和銅6年(713年)まで調を納めてなかった武蔵国、および延喜式の制定時まで同じく調を貢納していなかった安房国、佐渡国を含むことから、絹ではなく麻布などの植物繊維の製品を生産したことが推察される。
朝廷の織部としては他に、神服部(かんはとりべ)、殿服部(とのはとりべ)、倭文部（しとりべ）、長幡部（ながはたべ）などがあり、伊勢国の神服部は伊勢神宮に奉納する秋冬の神衣(かんみそ)を担当するなど、特定の職務に従事した。のちに渡来人系統の呉服部（くれはとりべ）、衣縫部（きぬぬいべ）などが設置された。

## 記録
『古事記』によると、開化天皇の皇子、日子坐王（ひこいます の おおきみ）の子供である神大根王（かむおおね の おおきみ）には、「三野国の本巣国造・長幡部連の祖」という注があげられている。また、応神天皇の御世に、百済より「手人韓鍛（てひと　からかぬち）、名は卓素（たくそ）、亦呉服（くれはとり）の西素（さいそ）二人を貢上（たてまつ）りき」とある。
『日本書紀』巻第十によると、応神天皇は妃である兄媛が親を思って悲しんでいるのを気の毒に思い、吉備国の実家へ帰らせた。その後、様子をうかがおうと半年後に狩猟にかこつけて淡路島から吉備へおいでになり、小豆島へ旅行した天皇一行は、葉田葦守宮（はだ の あしもり の みや）にやってきた。そこで吉備臣の祖先である御友別（みともわけ）一家の歓待を受けた天皇はその恩に報いるために、彼の息子らに吉備国を分割して授け、御友別の妹である兄媛には「織部」（はとりべ）を与えた、とある。
応神天皇の時代には、阿知使主（あち の おみ）父子が南朝に使いをして、兄媛（えひめ）・弟媛（おとひめ）・呉織（くれはとり）・漢織（あやはとり）の4人の工女を連れ帰っているが、このことからも、大陸の文明によって機織の技術が進歩したことが窺われる。
染織史研究者の太田英蔵の研究によると、5世紀の古墳から出土した絹布は、筬（おさ）を使って織られたものではなく、漢代の画像石に見られるような古い布機か、それ以前の道具を使ったと考えられる。ところが、6世紀の中頃の古墳から出土したものでは、筬が用いられたことが分かり、六朝時代の絹機や布機によって織り上げられたものだと思われる。
機織り機の進歩により生産性も良くなり、原始機では一月に一疋だったものが、十数疋を織り上げられるようになったようである。そして、余ったものは支配者へ貢納され、さらに残されたものが交易に用いられたのではないか、と推定される。

## その後の経緯
「服部」などの部は、大化の改新によって大半が解放されたが、律令体制において、渡来人系の一部の「部」は引き続き拘束され、大蔵省の被官である織部司などに属した。